# Pina Patti Cuticchio
Pina Patti Cuticchio (Palermo, 2 gennaio 1926 – Palermo, 14 aprile 2013) è stata una pittrice, scenografa, costumista e pupara italiana.

## Biografia
Giuseppa (Pina) Patti nasce a Palermo, terza di sette figli, da Antonino Patti, falegname, e Anna Buccafusca. A sedici anni, dopo una fuitina, sposa Giacomo Cuticchio (6 marzo 1917-16 ottobre 1985), già abile e apprezzato puparo e cuntista, ultimo allievo di Don Achille Greco e dei figli Ermenegildo e Alessandro.
A diciassette anni, in attesa del primo figlio, Pina si trova sola a Brancaccio durante i bombardamenti di Palermo del '43; lei si salva, ma la casa viene colpita, pupi e teatrino restano sotto le macerie. Il marito, richiamato alle armi come soldato di marina ad Augusta, si trova in licenza in città e dovendo tornare in sede, prende con sé Pina e la porta al sicuro in una grotta nei pressi della nave. Mette al sicuro anche quel che resta dei pupi a casa della madre. Ma poco dopo anche Augusta viene bombardata e la coppia scappa verso Palermo; vi arriveranno in modo assai rocambolesco, appena in tempo per far nascere ad Alia la loro prima figlia, Teresa. 
Palermo è distrutta, i giovani lasciano l'isola in cerca di fortuna; la coppia decide di restare e Giacomo riprende il lavoro di puparo. Ma nel dopoguerra il pubblico cittadino mostra un certo disinteresse per le marionette, è più attratto da novità come televisione e cinema. Per trovare un pubblico ancora affezionato all'Opera dei pupi, Cuticchio sposta famiglia e teatrino nei paesini sperduti dell'entroterra o lungo le coste siciliane, prima a bordo di un vecchio torpedone e poi di una vecchia Balilla. Negli anni cinquanta, per attirare pubblico, anch'egli si converte al cinematografo; con un proiettore e un lenzuolo appeso, propone nelle piazze sia film sia le avventure dei pupi siciliani. Pur conducendo per circa venti anni una vita da teatranti girovaghi, Pina mette al mondo altri sette figli, ognuno partorito in località diverse, nei teatri, in letti improvvisati con tavole e materassi di fortuna. Casa e palcoscenico si confondono, lo spazio di giorno usato come casa, di sera viene trasformato per accogliere il mondo dei pupi, immancabili testimoni di ogni nascita. Il figlio più famoso sarà Mimmo Cuticchio. 
Oltre ad accudire i figli, Pina si prende cura dei pupi, aiuta il marito a ripararli, cuce e rammenda i vestitini che nelle scene di combattimento si rovinano; inoltre sta alla cassa, vende i biglietti, torroncini e caramelle, sempre circondata dai suoi bambini. Alcune persone pagano con il denaro, altre, più spesso, pagano in natura. La presenza di una mamma con figli alla cassa, incoraggia gli uomini a portare a teatro anche le loro donne. Pina quindi, involontariamente, diventa l'artefice di una piccola rivoluzione poiché, fino a quel momento, le rappresentazioni dei pupi siciliani erano frequentate da un pubblico esclusivamente maschile.

### Cartelloni e fondali
Il teatro dei pupi necessita di numerosi cartelloni dipinti, ogni puparo ne ha molti in dotazione; alcuni hanno scopi pubblicitari, altri riassumono il contenuto di più serate in un ciclo di immagini dipinte a tempera su tela e racchiuse in riquadri (di solito 8 o 10) detti scacchi; ogni scacco è sottotilato e corrisponde a uno degli episodi in programma. Altri ancora sono fondalini scenografati che delimitano la scena e suggeriscono l'ambientazione. I pupari erano soliti commissionarli a maestri artigiani specializzati, pittori e scenografi, tutti uomini, quasi tutti residenti a Palermo. Per avere sempre la dotazione necessaria alla messa in scena dell'ampio repertorio, Giacomo è spesso costretto a recarsi presso di loro in corriera, con notevole dispendio di tempo e denaro.

### La pittrice
Per contenere le spese, Pina vorrebbe realizzare da sé cartelli e scene, ma il marito non la ritiene all'altezza e si mostra decisamente contrario. Lei comincia ugualmente a dipingere, quasi di nascosto, ma per diversi anni si limita a riparare e restaurare i cartelloni già in dotazione. Quando però nel 1967 a Cefalù una turista chiede di acquistarne uno, affinché Giacomo non ne resti privo, Pina compra il necessario e ne realizza una copia. Sarà solo l'inizio, ne venderà molti altri, copie fedeli di immagini realizzate dai maestri pittori palermitani.
Il successo presso i turisti la incoraggia a migliorarsi; uno dei suoi riferimenti è Gaspare Canino di Alcamo, il pittore preferito del marito; lo va a trovare, lo osserva lavorare, ruba con gli occhi; lui la sprona e le dà consigli. Il teatro dei pupi è sempre stato un universo maschile, un teatro fatto da uomini per gli uomini, anche per questo, marito e figli sono piuttosto scettici; ma lei non demorde e partecipa a un Concorso di Arti Figurative popolari a Palermo con un dipinto di soggetto cavalleresco: vincerà il primo premio. 
Dopo soli due anni nel 1969, con 32 opere originali partecipa alla sua prima mostra alla Galleria Arte al Borgo di Palermo (con presentazione in catalogo di Antonino Buttitta e Antonio Pasqualino). Vengono apprezzate le sue pennellate imperfette e il suo stile favolistico e magico; viene definita "pittrice naif spontanea".
Nello stesso anno Giacomo apre a Palermo il loro ultimo teatro, l'Ippogrifo, dove propone un repertorio classico, fisso, dedicato ai turisti. Il figlio Mimmo non condivide la scelta del padre, la ritiene troppo tradizionalista; tra loro nasce un conflitto artistico e generazionale, tanto che Mimmo nel 1971 fonda una propria compagnia e apre un proprio teatro, il Teatro Santa Rosalia in via Bara all'Olivella. 
La madre lo appoggia e lo appoggerà anche nel 1977, quando costituisce la Compagnia Figli d'Arte Cuticchio, progetto a cui periodicamente collaborano anche i fratelli e le sorelle. Nascono nuovi copioni ispirati alla tradizione e nasce, soprattutto in Mimmo, il bisogno di rinnovare la tradizione stessa. Pina sostiene l'urgenza sperimentatrice del figlio, lavora per lui con entusiasmo e curiosità ed è sempre più abile a trasferire i nuovi racconti sui cartelloni, con immagini originali, non più copiate. La pittura, in lei scaturita da ragioni pratiche ed economiche, diventa una fonte di svago, un passione che: "una si scorda tutti i guai". 
Dalla metà degli anni settanta in poi dipinge per sé e per i teatri dei figli. Con la pratica perfeziona la tecnica: usa colori decisi, rosso, verde, azzurro; si dedica alle scene, disegna panorami, boschi, saloni regali, piazze, giardini; dipinge cartelli piccoli e grandi, le teste dei pupi, gli elementi lignei del teatro, sipari, porte, sottopalco, la cassa. Cerca e sperimenta nuovi materiali, inventa pupi giganti leggeri, imbottiti di stoffa, e sculture di polistirolo e cartapesta. 
Nel 1985 il marito muore per un tumore, Pina assume la direzione del Teatro Ippogrifo con piglio deciso e autoritario; in continuità con le scelte e la programmazione già decisa da Giacomo, da sola organizza gli spettacoli e consente al figlio Nino, che vorrebbe gestire il teatro e tenerlo aperto tutti i giorni, di appoggiarsi solo saltuariamente al teatro di famiglia.
In vecchiaia si dedica anche a dipinti autobiografici che illustrano episodi salienti della sua vita.

### Sarta e costumista
Negli anni cinquanta, in una delle tante case-teatro allestite nei paesi, Pina trova una macchina da cucire; la usa per fare piccole riparazioni agli abiti di famiglia e ai costumi di scena. Via via prende confidenza con la macchina e in breve, spinta da necessità e sostenuta da una buona manualità, prova a realizzare in proprio gli abiti per i figli e per i numerosi pupi.
Le idee le vengono guardando i costumi dei film storici proiettati dal marito in estate nelle piazze, ne studia i dettagli e le foggie. Cerca nei mercatini, conserva e accumula bottoni, nastri, merletti, tulle, piume, pelle; le piace mescolare materiali inusuali e tessuti di ogni genere; ricicla gli abiti dismessi della famiglia, per i capelli dei pupi usa quelli tagliati ai figli. Così con poca spesa, realizza abiti originali e decora le armature curando in modo meticoloso i dettagli che distinguono e rendono riconoscibile un personaggio. Tale attitudine, dettata all'inizio dalla mancanza di mezzi, diverrà poi una precisa scelta estetica, il riuso sarà la cifra distintiva dei suoi costumi, anche di quelli più sontuosi. 
Il piacere di creare, prima per il teatro del marito e poi per i teatri dei figli, l'accompagnerà per circa sessanta anni della sua vita.
Il 13 aprile 2013 Pina Patti Cuticchio muore nella sua casa palermitana, a ottantasette anni. Lascia sei figli, ventuno nipoti e quindici pronipoti. Nell'archivio dell'Associazione Figli d'Arte Cuticchio sono conservate le registrazioni delle interviste. Parte delle sue opere dal 2015 sono in mostra permanente all'interno della Collezione Giacomo Cuticchio in Palazzo Branciforte di Palermo, altre sono ancora in uso negli spettacoli dei figli. Una loro selezione viene esposta in occasione di mostre dedicate al magico mondo dei pupi.

## Mostre
- 1969, Galleria Arte al Borgo, con la presentazione in catalogo di Antonino Buttitta e Antonio Pasqualino (Palermo, 29 novembre 1969 - 10 gennaio 1970).
- 1972, Galleria Banco di Sicilia, Cartelli dell'Opra, a cura dell'Associazione per la conservazione delle tradizioni popolari (Palermo, 5 - 20 giugno)
- 1979, Galleria Il Cenacolo, 2 Rassegna Nazionale Pupi, marionette e burattino (Palermo, 13 - 24 ottobre)
- 1986, Teatro Bradamante, Detti e proverbi siciliani, rassegna Omaggio ai pupari (Palermo, 15 - 30 novembre)
- 1989, Festival Orient - Occident, Centro culturale La rose des vents, a Lille
- 2002, Casa di Pulcinella - Granteatrino di Bari, Mostra all'Opera dei Pupi, patrimonio dell'Umanità, (Bari, 13 - 28 novembre)
- 2006, Teatro dei Pupi, Associazione Figli d'Arte Cuticchio, La donna nel teatro, XXIII edizione de La Macchina dei Sogni
- 2013, Teatro dell'Opera dei Pupi Mimmo Cuticchio, Pupi piccoli e grandi racconti, (Palermo 7 settembre-13 ottobre)